# Wendla Bruman
Wendla Bruman, född Sahlman 1924 i Storuman i Stensele församling, död 2015 i Strömsund, var en svensk teckningslärare och målare.
Bruman studerade på teckningslärarlinjen vid Konstfackskolan och konst vid ett antal folkhögskolor samt vid Gerlesborgsskolan, och deltog i en grafik- och litografikurs vid yrkeskonstskolan i Umeå 1977. Bland hennes offentliga arbeten märks en 14 meter lång väggmålning vid Hälsocentret i Strömsund. Hon tilldelades Strömsunds kommuns kulturstipendium 1998. Bruman är representerad vid Statens konstråd, Jämtlands landsting, Våra Gårdar och ett antal kommuner i mellannorrland.